# 국민해방운동
국민해방운동(브라질 포르투갈어: Ação Libertadora Nacional, ALN)은 1964년에 설립된 브라질의 마르크스-레닌주의 도시 게릴라이다. 1964년 체 게바라와 쿠바 혁명을 적극적으로 지지하며, 반스탈린주의, 수정주의 노선을 맹렬히 비판한 카를루스 마리겔라와 브라질 공산당 당원들을 중심으로 결성되었다.